# لويس إي. مارتن
لويس إي. مارتن (بالإنجليزية: Louis E. Martin)‏ هو كاتب أمريكي، ولد في 18 نوفمبر 1912 في شيلبيفيل في الولايات المتحدة، وتوفي في 6 يناير 1997 في أورانج في الولايات المتحدة.